# Leštane
Leštane (cyr. serb.: Лештане) – przedmieście Belgradu, stolicy Serbii liczące w 2006 roku 9 300 mieszkańców. Jest tam rozwinięty przemysł spożywczy i włókienniczy.

## Etymologia
Nazwa przedmieście jest jednym z wariantów dla nazwy leszczyny w języku serbskim.